# Mutua Madrileña Masters Madrid 2007
Mutua Madrileña Masters Madrid 2007 — 18-й розыгрыш ежегодного профессионального теннисного турнира среди мужчин, проводящегося в испанском городе Мадрид и являющегося частью тура ATP в рамках серии Masters.
В 2007 году турнир прошёл с 15 по 21 октября. Соревнование продолжало осеннюю европейскую серию зальных турниров, расположенную в календаре между US Open и Итоговым турниром.
Прошлогодние победители:
- в одиночном разряде —  Роджер Федерер
- в парном разряде —  Боб Брайан и  Майк Брайан

## Соревнования

### Одиночный турнир
Давид Налбандян обыграл  Роджера Федерера со счётом 1-6, 6-3, 6-3.
- Налбандян выигрывает 1-й титул в сезоне и 6-й за карьеру в основном туре ассоциации.
- Федерер уступает 4-й финал в сезоне и 17-й за карьеру в основном туре ассоциации.

### Парный турнир
Боб Брайан /  Майк Брайан обыграли  Марцина Матковского /  Мариуша Фирстенберга со счётом 6-3, 7-6(4).
- Боб выигрывает 9-й титул в сезоне и 42-й за карьеру в основном туре ассоциации.
- Майк выигрывает 9-й титул в сезоне и 44-й за карьеру в основном туре ассоциации.